# Gonzalo Galán

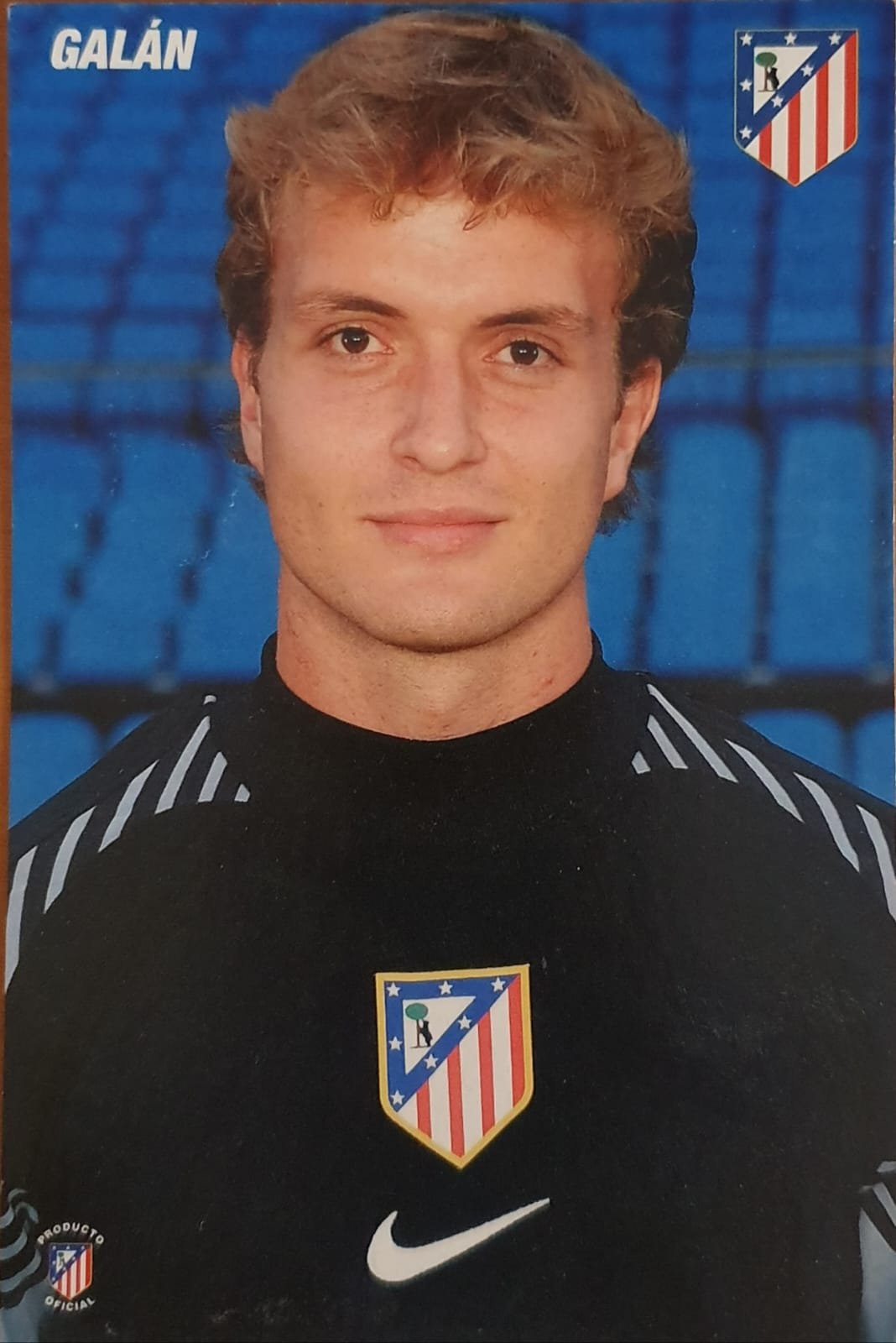

Gonzalo Galán (Jaén, España, 9 de enero de 1985) es un exjugador de fútbol que jugaba de portero.

## Trayectoria
Se enlistó en las filas del Atlético de Madrid, pero solo participó en las categorías inferiores, sin llegar nunca al primer equipo. 
En la temporada 2007/2008 fue cedido al Getafe C. F. "B".
Después fichó por la U. D. Las Palmas jugando con el equipo filial en Segunda División B.
En 2014 fichó por el Rayo Majadahonda y se retiró un año más tarde en el CF Talavera.